# Rubéfiant
Un rubéfiant est une substance analgésique vendue en pharmacie, pour application externe seulement, qui peut produire une rougeur sur la peau, en dilatant les capillaires sanguins et causant un surplus de circulation sanguine dans les parties affectées. Le but du rubéfiant est de soulager la douleur. Il peut être irritant. En solution dans l'éthanol, il est aussi astringent et désinfectant. 

## Exemple
Esprit de camphre 10 % - Pour le soulagement des douleurs musculaires et des démangeaisons dues particulièrement aux piqûres d'insectes. Appliquer au besoin sur les parties endolories et faire pénétrer en frottant doucement. Très efficace pour éliminer la démangeaison causée par la piqure de la punaise de lit, du maringouin, et des brûlots.